# Przełęcz Cicha (Beskidy)
Przełęcz Cicha (775 m) – przełęcz pomiędzy szczytami Jałowca (1111 m) w Paśmie Jałowieckim i Kobylej Głowy (841 m) w Paśmie Solnisk. Pasma te w regionalizacji fizycznogeograficznej Polski według Jerzego Kondrackiego zaliczane są do Beskidu Makowskiego, w nowszej regionalizacji z 2018 roku do Beskidu Żywiecko-Orawskiego, w najszerszym ujęciu do Beskidu Żywieckiego.
Północno-wschodnie stoki przełęczy porasta las. Spływa z nich źródłowy ciek Stryszawki, południowo-zachodnie natomiast są bezleśne i znajduje się na nich przysiółek Jałowiec, będący częścią Koszarawy-Cichej. Spływa stąd potok Za Grapą uchodzący do rzeki Koszarawy.

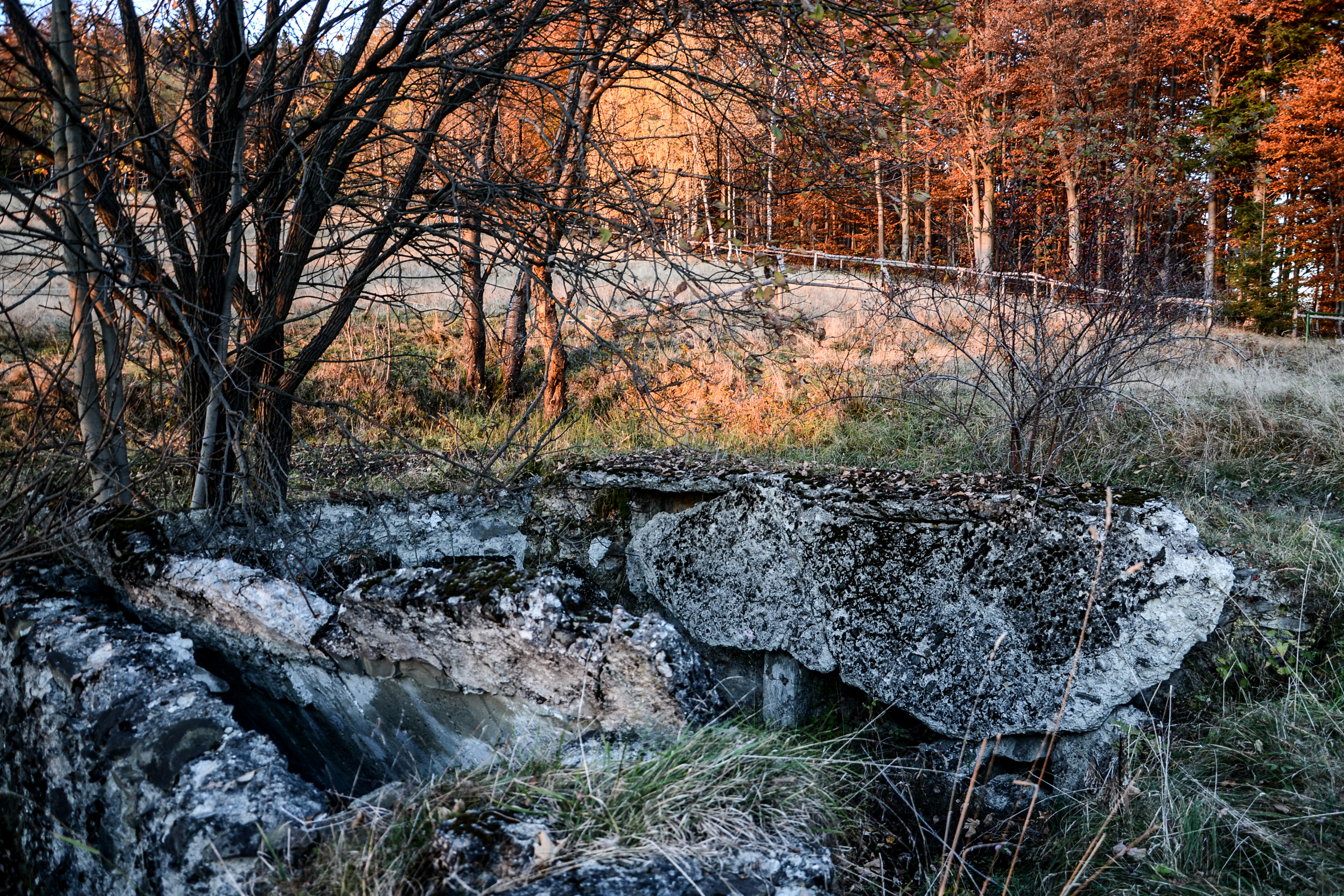
Ruiny posterunku granicznego

Na łące na przełęczy Cichej znajdują się betonowe ruiny posterunku granicznego. Przez przełęcz Cichą i Jałowiec biegła w czasie II wojny światowej granica między III Rzeszą i Generalnym Gubernatorstwem. Posterunki graniczne skutecznie ograniczały kontakty miejscowej ludności. Rejon przełęczy Cichej w lutym i marcu 1945 r. był miejscem zaciętych walk oddziałów armii radzieckiej z armią niemiecką. Obecnie przez Przełęcz Cichą biegnie granica między wsią Koszarawa w województwie śląskim a wsią Stryszawą w województwie małopolskim.

## Szlaki turystyczne
Zawoja Wełcza – Jałowiec – Przełęcz Cicha – Lachowice
 (szlak chatkowy): Koszarawa-Cicha Siurówka (PKS) – Przełęcz Cicha – SST Pod Solniskiem – Stryszawa Górna Roztoki (PKS).